# Phyllanthus fastigiatus
Phyllanthus fastigiatus là một loài thực vật có hoa trong họ Diệp hạ châu. Loài này được Mart. ex Müll.Arg. miêu tả khoa học đầu tiên năm 1863.